# Гипотеза Андрицы
Гипо́теза А́ндрицы — гипотеза относительно интервалов между простыми числами, согласно которой неравенство
{\displaystyle {\sqrt {p_{n+1}}}-{\sqrt {p_{n}}}<1}
выполняется для всех {\displaystyle n}, где {\displaystyle p_{n}} является {\displaystyle n}-м простым числом. Если {\displaystyle g_{n}=p_{n+1}-p_{n}} означает {\displaystyle n}-й интервал, то гипотезу Андрицы можно переписать как
{\displaystyle g_{n}<2{\sqrt {p_{n}}}+1}.
Сформулирована румынским математиком Дорином Андрицей в 1986 году.

## Эмпирическое подтверждение
В начале 2000-х годов с использованием данных о наибольших интервалах простых чисел гипотеза проверена вплоть до {\displaystyle 1{,}3002\times 10^{16}}. Используя таблицу максимальных интервалов и неравенство для интервалов, можно расширить значение подтверждения вплоть до {\displaystyle 4\times 10^{18}}.
Существует графическая иллюстрация гипотезы: для дискретной функции {\displaystyle A_{n}={\sqrt {p_{n+1}}}-{\sqrt {p_{n}}}} (функции Андрицы) наибольшее значение наблюдается в точке {\displaystyle n=4} со значением {\displaystyle A_{4}\approx 0{,}670873\dots }, и бо́льших значений нет среди первых 105 простых чисел. Поскольку функция Андрицы асимптотически убывает по мере возрастания {\displaystyle n}, гипотеза с большой вероятностью верна, но остаётся недоказанной.

## Обобщения
В качестве обобщения гипотезы Андрицы рассматривается следующее равенство:
{\displaystyle p_{n+1}^{x}-p_{n}^{x}=1,}
где {\displaystyle p_{n}} — {\displaystyle n}-е простое, а {\displaystyle x} может быть любым положительным (вещественным) числом.
Наибольшее возможное решение по {\displaystyle x} находится при {\displaystyle n=1}, когда {\displaystyle x_{\max }=1}. Есть гипотеза, что наименьшее значение {\displaystyle x} равно {\displaystyle x_{\min }\approx 0{,}567148\dots }, которое находится при {\displaystyle n=30}.
Эта гипотеза формулируется в виде неравенства, обобщающего гипотезу Андрицы:
{\displaystyle p_{n+1}^{x}-p_{n}^{x}<1} для {\displaystyle x<x_{\min }}.